# Стефанова, Николета
Николета Стефанова (итал. Nikoleta Stefanova, болг. Николета Стефанова, род.22 апреля 1984) — итальянская спортсменка болгарского происхождения, игрок в настольный теннис, призёрка чемпионатов Европы.

## Биография
Родилась в 1984 году в Тетевене (Болгария), но уже в 1986 году её родители выехали в Италию, так что она выросла именно в Италии. Настольным теннисом начала заниматься с 5-летнего возраста. В 1997 году завоевала серебряную медаль первенства Европы среди кадетов в одиночном разряде, в 1998 году выиграла первенство Европы среди кадетов в парном разряде. В 2000 году выиграла первенство Европы среди юниоров в парном разряде.
В 2003 году на чемпионате Европы стала обладательницей золотой медали в составе команды, и завоевала бронзовую медаль в одиночном разряде. В 2004 году приняла участие в Олимпийских играх в Афинах, но наград не завоевала. В 2007 году стала бронзовым призёром чемпионата Европы в парном разряде. В 2008 году завоевала серебряную медаль чемпионата Европы в парном разряде, но на Олимпийских играх в Пекине вновь осталась без наград. В 2009 году опять завоевала серебряную медаль чемпионата Европы в парном разряде.